# Cremlino (fortezza)

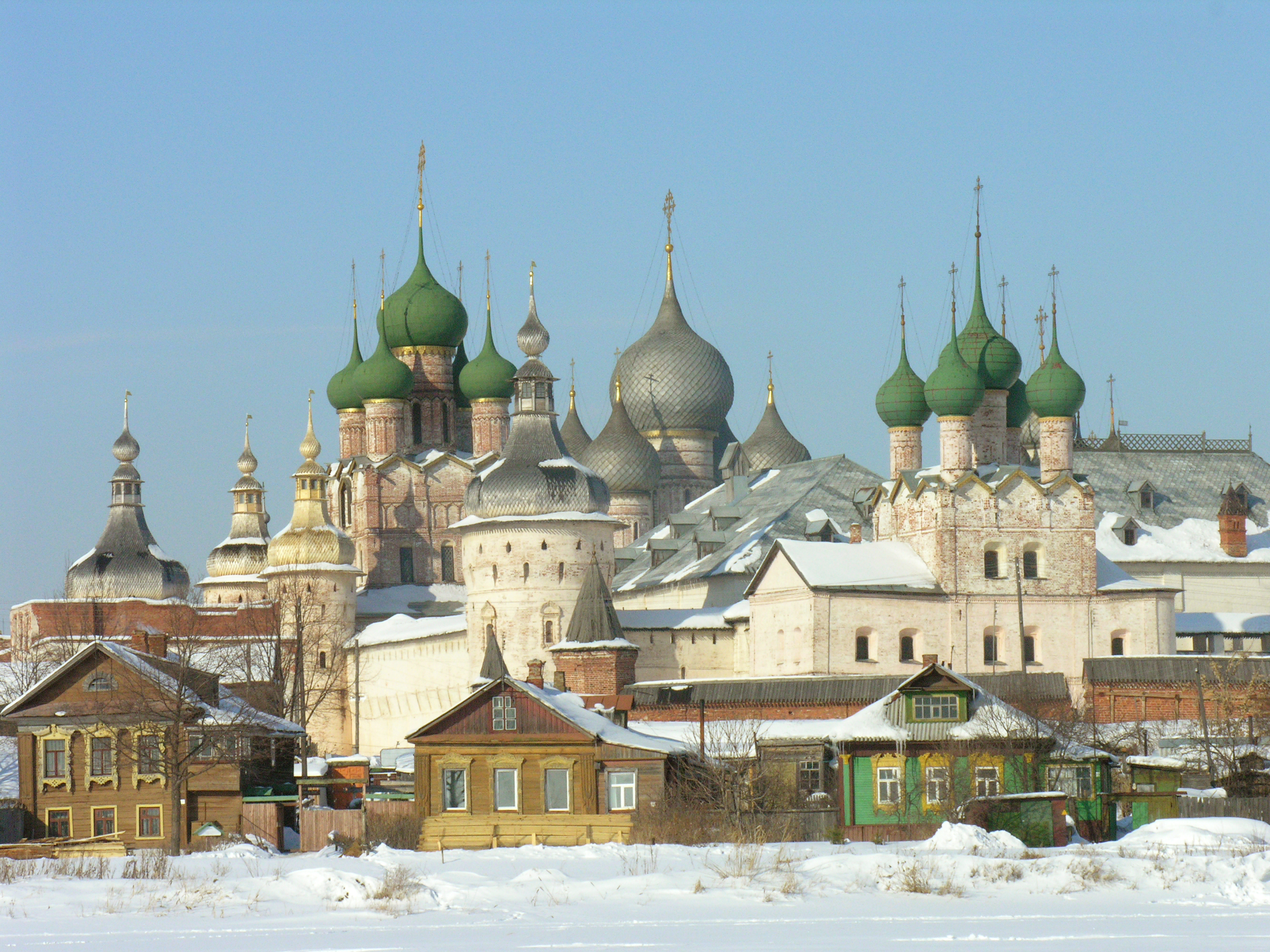
Il Cremlino di Rostov

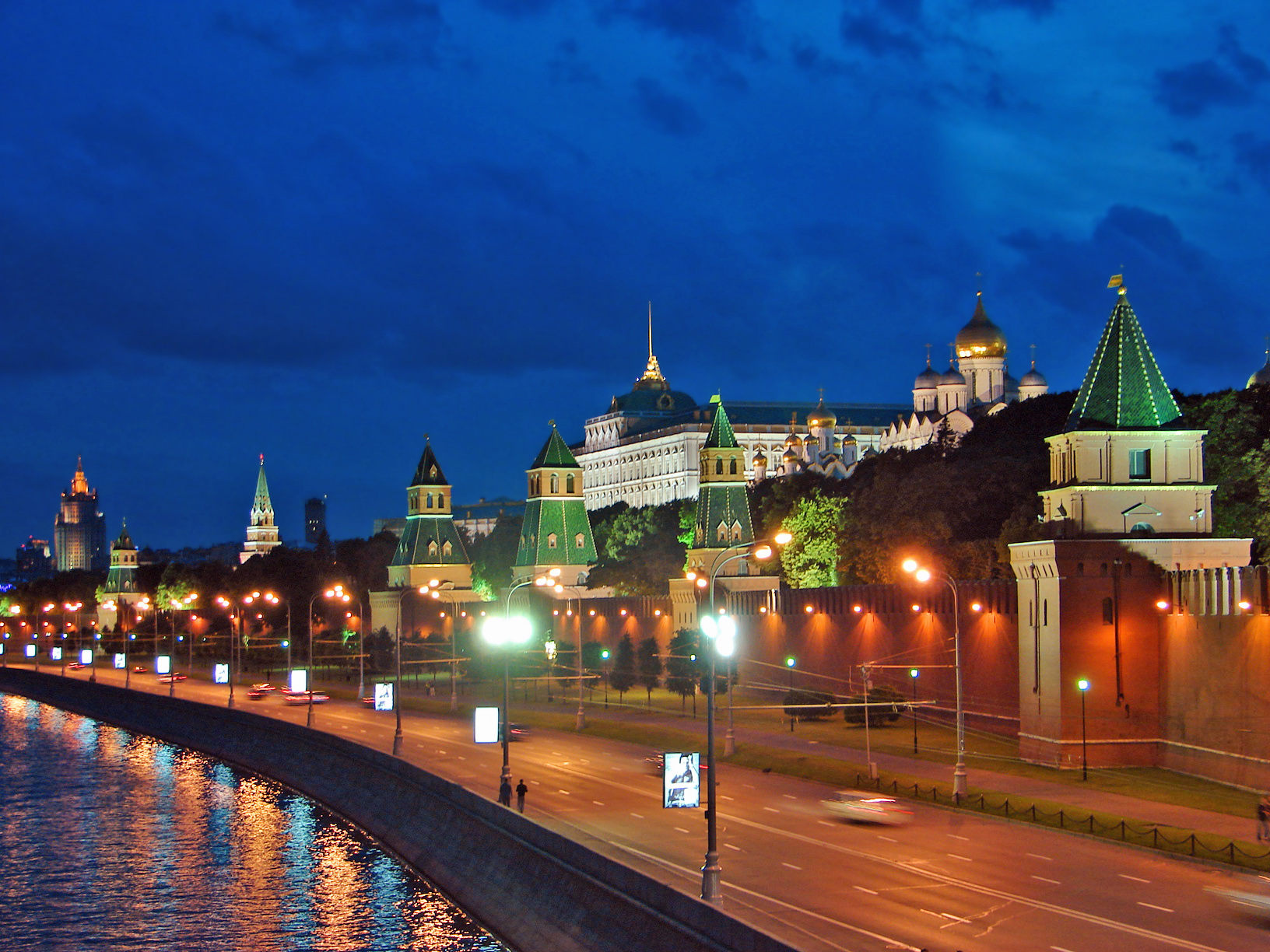
Il Cremlino moscovita

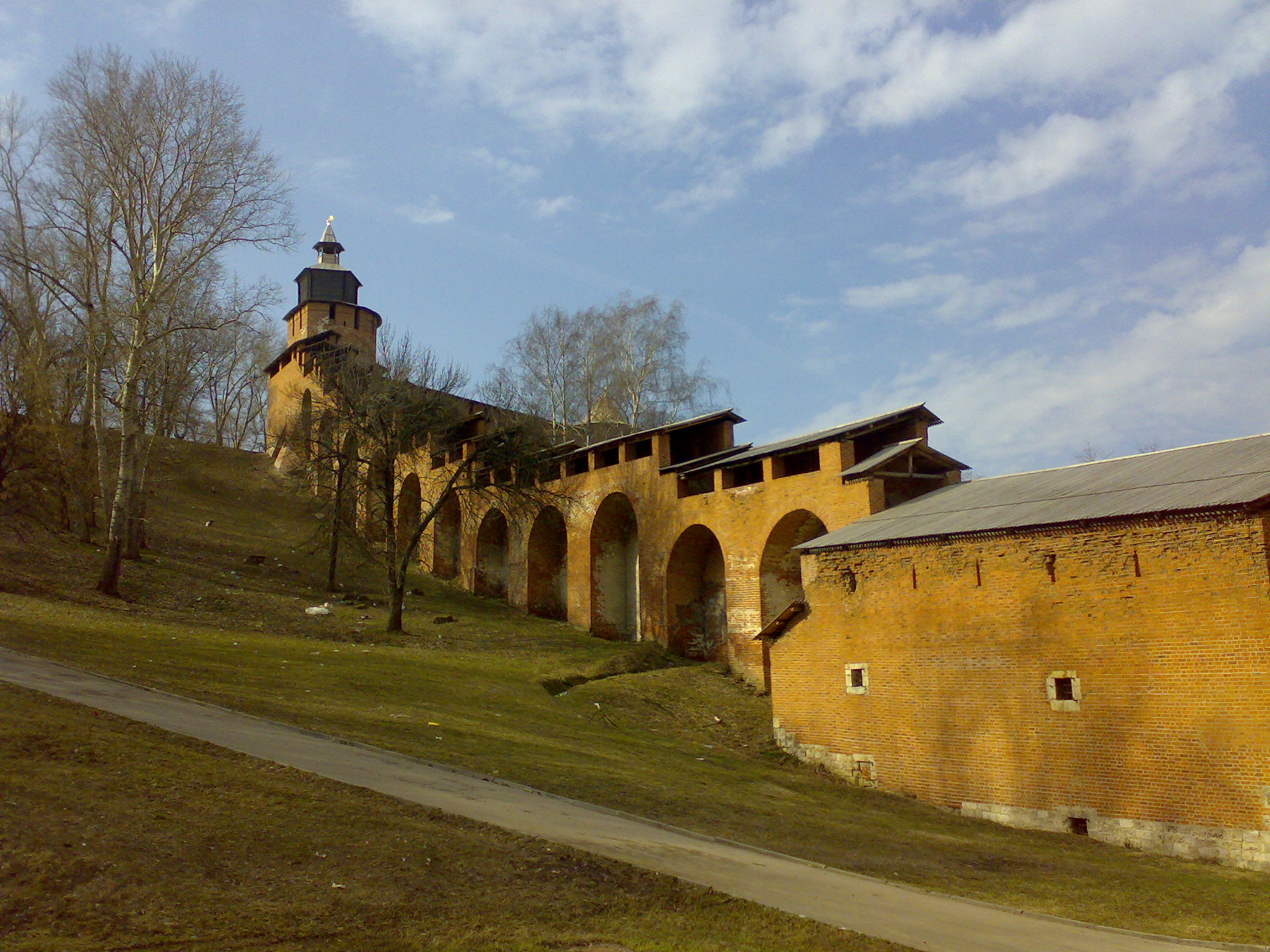
Il Cremlino di Nižnij Novgorod

Cremlino (in russo кремль?, kreml') è il termine russo corrispondente all'italiano fortezza, cittadella o castello e fa riferimento al complesso di edifici presente all'interno di quelle città russe che risalgono all'epoca medioevale. Questa parola è solitamente usata per indicare il più conosciuto, il Cremlino di Mosca o, per metonimia, il governo dello Stato.

## Navi
Il nome Cremlino (o Kreml') è stato conferito a vari vascelli della Marina Russa durante la loro costruzione. Tuttavia ogni volta il nome è stato cambiato prima che fossero ultimati. Le navi che per un breve periodo temporale sono state così chiamate sono l'Admiral Kuznecov e la Ul'janovsk.

## Araldica
Il Cremlino è una figura che compare in alcuni stemmi, particolarmente di araldica civica.

Di rosso, al Cremlino terrazzato d'argento; al capo cucito d'azzurro, caricato di una torre d'oro, aperta e finestrata del campo, accostata da due merlotti d'oro (stemma del comune di Le Kremlin-Bicêtre, Val-de-Marne, Francia).

## Metonimia
Il Cremlino è infine la denominazione della branca esecutiva dell'ordinamento statale russo, così come lo era stato dell'Unione Sovietica.

## Lista di città e paesi russi aventi al proprio interno un cremlino
- Patrimoni dell'umanità
  - Cremlino di Kazan'
  - Cremlino di Mosca
  - Monastero di Soloveskij
  - Cremlino di Suzdal'
  - Cremlino di Velikij Novgorod
- Esistenti
  - Cremlino di Aleksandrov
  - Cremlino di Astrachan'
  - Fortezza di Ivangorod
  - Cremlino di Kolomna
  - Cremlino di Nižnij Novgorod
  - Cremlino di Pskov
  - Cremlino di Smolensk
  - Cremlino di Tobol'sk
  - Cremlino di Tula
  - Cremlino di Velikij Rostov
  - Cremlino di Vologda
  - Cremlino di Zarajsk
- In rovina
  - Cremlino di Gdov
  - Cremlino di Izborsk
  - Cremlino di Porchov
  - Cremlino di Serpuchov
  - Cremlino di Toržok
  - Cremlino di Velikie Luki
- Senza mura
  - Cremlino di Dmitrov
  - Cremlino di Jaroslavl'
  - Cremlino di Rjazan'
  - Cremlino di Uglič
- Solo tracce
  - Cremlino di Borovsk
  - Cremlino di Opočka
  - Cremlino di Starodub
  - Cremlino di Sknjatino - sommerso
  - Cremlino di Tver' - distrutto dai moscoviti durante l'occupazione dell'Orda d'Oro
  - Cremlino di Zvenigorod
- Imitazioni moderne
  - Cremlino di Izmajlovo